# Błagoewgradska Bistrica
Błagoewgradska Bistrica (dawniej Gornodżumajska Bistrica; bułg. Благоевградска Бистрица, Горноджумайска Бистрица) – rzeka w południowo-zachodniej Bułgarii, lewy dopływ Strumy w zlewisku Morza Egejskiego. Długość – 41 km.
Źródła Błagoewgradskiej Bistricy znajdują się pod szczytem Goljam Meczi wrych w łańcuchu górskim Riła. Rzeka płynie na zachód i uchodzi do Strumy w mieście Błagojewgrad.